# Спишские говоры словацкого языка

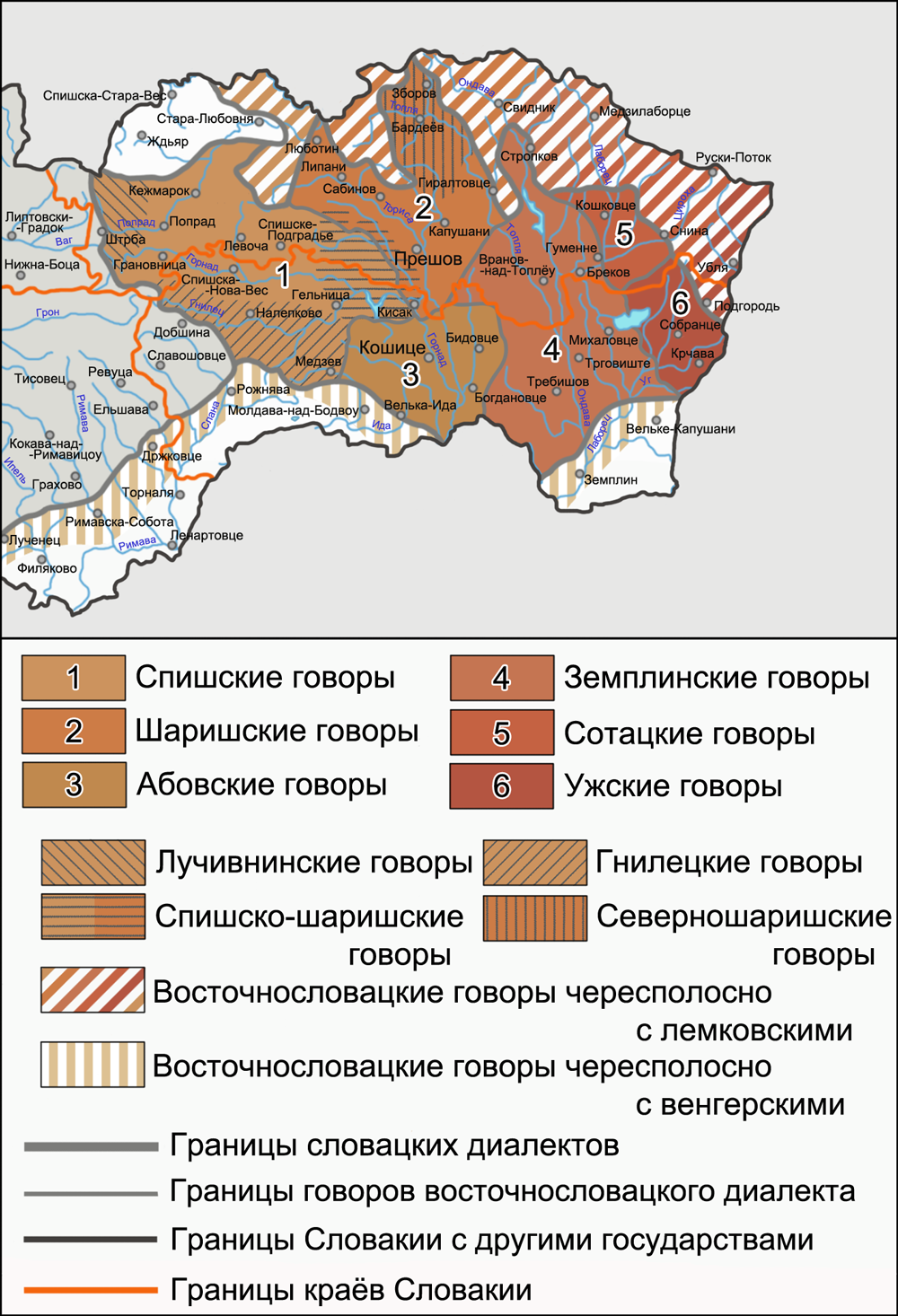
Спишские говоры на карте восточнословацкого диалекта

Спи́шские го́воры слова́цкого языка́ (спишский диалект) (словац. spišské nárečia, spiština) — говоры восточнословацкого диалекта, распространённые в западной и северо-западной частях восточнословацкого языкового ареала (на территории исторической области Спиш). Относятся рядом диалектологов (Ф. Буффа (F. Buffa), К. Палкович (K. Palkovič), Р. Крайчович (R. Krajčovič) и другие) к западным восточнословацким говорам наряду с абовскими и шаришскими говорами, или только с абовскими (Й. Штольц (J. Štolc)); или к юго-западным восточнословацким говорам наряду с абовскими и юго-западными шаришскими говорами согласно «Атласу словацкого языка» (Atlas slovenského jazyka).
Черты спишских говоров отражены в одном из вариантов восточнословацкого языка, на котором выходцами из восточной Словакии в Нью-Йорке в начале XX века издавалась пресса (Krajan и Dzenik Krajan).

## Классификация
По ряду диалектных признаков спишские говоры включаются в состав западного ареала восточнословацкого диалекта (вместе с абовскими и шаришскими говорами), который противопоставлен восточному ареалу, объединяющему земплинские, сотацкие и ужские говоры.
Спишские говоры являются неоднородными по своему составу — в их ареале выделяют лучивнинские говоры (lučivnianske nárečie), в которых наблюдаются черты, переходные от восточнословацкого диалекта к среднесловацкому — они размещены в северо-западной части территории распространения спишских говоров на границе со среднесловацкими липтовскими говорами; гнилецкие говоры (hnilecké nárečia), занимающие южную и юго-западную части спишского ареала по течению реки Гнилец; шаришско-спишские говоры (spišsko-šarišské nárečia) — переходные говоры на юго-востоке ареала спишской группы говоров и на юго-западе шаришской группы говоров. Кроме того ряд особенностей выделяет среди остальных центральные спишские говоры.

## Область распространения
Спишские говоры распространены в горных районах восточной Словакии в верхнем течении рек Горнад и Попрад, преимущественно на территории исторической области Спиш — в районах Попрад, Левоча, Стара-Любовня, Кежмарок, отчасти в районах Прешов и Сабинов в западной части Прешовского края и в районах Спишска-Нова-Вес и Гельнице, отчасти в районе Кошице-Околье в северо-западной части Кошицкого края.
На западе спишские говоры граничат с говорами среднесловацкого диалекта — с восточногемерскими и верхнегронскими говорами гемерской группы (на юго-западе) и с липтовсими говорами (на северо-западе), на севере — со спишскими говорами гуралей, относящимися к малопольскому диалекту. С северо-востока к ареалу спишских говоров примыкает ареал лемковского диалекта, с востока — ареал восточнословацких шаришских говоров, включая область переходных шаришско-спишских говоров. На юго-востоке спишские говоры граничат с абовскими говорами, на юге — с областью словацких диалектно разнородных говоров, распространённых чересполосно с говорами венгерского языка. В спишском ареале в разных районах отмечаются островные польские говоры гуралей и островные лемковские говоры.

## Особенности говоров
Спишские говоры характеризуются диалектными признаками, присущими восточнословацкому диалекту в целом, включая такие, как:
1. Сочетания roT-, loT- на месте праславянских сочетаний *orT-, *olT- не под акутовым ударением: lokec «локоть», rokita «ракита», loňi «в прошлом году» и т. п.
2. Наличие на месте праславянского носового ę после губных согласных /e/ (в кратком слоге): meso «мясо», hovedo «скотина», dzevec «девять» и т. п. и /ɪ̯a/ (в долгом слоге): pamɪ̯atka «память», «памятник», dzevɪ̯ati «девятый» и т. п.
3. Отсутствие долгих гласных: mam «(я) имею», davam «(я) даю», luka «луг», dobri «добрый», «хороший» и т. п.
4. Сочетания плавных с гласным на месте слоговых [r̥] и [l̥]: /ar/ (tvardi «твёрдый»); /er/ (śerco «сердце»); /ir/ (virba наряду с vɪ̯erba/verba «верба»); /ri/; /al/ (halboki «глубокий»); /el/ (vil’k/vel’k «волк»); /ol/, /ul/ (polno/pulno «полно»), /lu/ (slunko «солнце»), /li/ (hl’iboko «глубоко»).
5. Изменение мягких /t’/ и /d’/ в [c], [dz]: dzeci «дети», dzedzina «деревня», cixo «тихо», volac «звать» и т. п.
6. Парокситоническое ударение (всегда падающее на предпоследний слог).
7. Окончание существительных -och, общее для форм родительного и местного падежа множественного числа всех трёх родов: bratox «братьев», «о братьях», ženox «женщин», «о женщинах», mestox «городов», «о городах», и окончание -om, общее для форм дательного падежа множественного числа всех трёх родов: bratom «брату», ženom «женщине», mestom «городу»;
8. Окончание -ima в творительном падеже множественного числа прилагательных и местоимений: s tima dobrima «с этими добрыми», z mojima «с моими», ś n’ima «с ними» и т. п.
9. Наличие таких форм прошедшего времени глагола byt’ «быть» как bul «он был», bula «она была», bulo «оно было», bul’i «они были» и другие диалектные черты.

Также в спишских говорах отмечается ряд местных диалектных черт, противопоставленных чертам в части одних восточнословацких говоров и совпадающих с чертами в части других восточнословацких говоров:
1. Наличие гласной /e/ в словах типа pisek, źl’abek, poradek, pjatek, harčiček, statečni и т. п. Гласная /e/ в данном типе слов встречается также в шаришских говорах, а в земплинских и западных абовских говорах ей соответствуют гласная /o/: pisok, źl’abok, harčičok, statočni — в земплинских, pjesok, źlabok, statočni — в западных абовских.
2. Оглушение согласной /v/ в конце слога перед согласной и в конце слова, как и в шаришских говорах: dzifka, staf, pod lafku и т. п. В земплинских и соседних с ними восточных абовских говорах в данной позиции распространено произношение неслогового [u̯]: dziu̯ka, prau̯da, stau̯, ou̯ca, lau̯ka и т. п.
3. Наличие звука [s] в группе /str/: streda, striblo, stretnuc и т. п. Наличие звука [s], встречающееся и в шаришских говорах, противопоставлено звуку [ś] в земплинских говорах.
4. Отсутствие /j/ перед сочетанием /sc/, как и в шаришских говорах: bol’esc, kosc, ňesc и т. п. Для земплинских говоров характерно наличие /j/: bol’ejsc, kojsc, ňejsc и т. п.
5. Для большинства спишских говоров характерно произношение гласной /o/ (на месте древней долгой ó) в словах типа sol’, stol, vol, nož, koň, stoj и т. п. Подобное произношение встречается в абовских говорах. В земплинских и большинстве шаришских говоров в словах этого типа произносится /u/: vul, ňebuj śe, stuj, sul’, stul, kuň и т. п.
6. Распространение в большинстве случаев форм с гласной /e/ типа hňev, ch’lev, l’eska, hvezda, streblo, śňeh и т. п., или c /je/ в таких словах, как mješac, bjeli, dzjefka, śmjech и т. п. Произношение гласной /e/ характерно для абовских говоров, в большей части шаришских и в земплинских говорах отмечается произношение гласной /i/: hňiv (в земплинских — hňiu̯), ch’liv (в земплинских —  ch’liu̯ ), l’iska, hvizda и т. п.
7. Для спишских говоров характерно произношение следующих отдельных слов: krasta, kolera, ku, ked, medzi, ten moro, on. Схожее произношение отмечается в большинстве шаришских говоров. Противопоставлено произношению в земплинских говорах: chrasta, kol’era, gu, kedz, medźi, tot, morjo, vun, в абовских говорах отмечается форма gu.
8. Окончание -ovi у одушевлённых существительных мужского рода единственного числа в дательном и местном падежах: sinovi, chlapcovi, psovi, majstrovi и т. п. В восточных абовских и земплинских говорах распространены формы существительных с окончанием -oj: sinoj, chlapcoj, psoj, majstroj и т. п., в шаришских, как и в спишских — окончание -ovi.
9. У существительных женского рода единственного числа в форме дательного и местного падежа чаще всего встречаются формы типа na luke, na ruke, na nohe, pri macoche и т. п. Противопоставлены формам типа na luce, na ruce, na noźe, pri macoše и т. п. в шаришских говорах и формам na lukoj, na rukoj, na nohoj или na noźe, pri macochoj и т. п. в земплинских говорах.
10. Форма причастия прошедшего времени типа pekol, ňesol, противопоставленная форме pik, ňis, распространённой в большинстве шаришских и земплинских говорах, для абовских говоров характерна форма типа robel, robela.

В разных частях спишского диалектного ареала отмечаются говоры, которым присущи черты, выделяющие их среди других говоров спишской группы. Так, например, для лучивнинских говоров характерны черты, распространённые в соседних с ними говорах среднесловацкого диалекта — наличие дифтонгов, слоговых [r̥] и [l̥], сочетаний raT-, laT- из *orT-, *olT- не под акутовым ударением (rakita, laket’), формы типа dobro d’ecko и т. п. В центральных спишских говорах (в окрестностях Спишска-Нова-Вес) на месте фонемы /x/ выступает /h/: muhi, zdehnuc, terha (t’archa), как и в абовских говорах. К востоку от Левоче отмечается небольшой ареал с распространением произношения неслогового [u̯] в конце слова на месте /l/.